# バララム・ジョシ
バララム・ジョシ(ネパール語:बाला राम जोशी; 英語:Bala Ram Joshi; 1930年〜1993年)は、ネパールの科学者、物理学者。ネパールの科学技術分野に多大な貢献をした。グラスゴー大学での博士論文「シンチレーション検出法による軌道電子捕獲の研究」では、同大のトムソン賞を受賞した。

## 経歴・人物

### 生い立ちから大学進学
ジョシは1930年、カトマンズのディリバザールで、父ヒマラヤ・ラージ・ジョシと母チャンドラ・クマリ・ジョシのもとに生まれた。父親はジョシが生後8ヶ月の時に、母親は15歳の時に亡くなった。父親の死後、ジョシはカトマンズのドッカ・トールにある母方の祖父母の家で育ち、そこで初等教育を修了した。その後、カトマンズのラニポカリにあるダルバール高校に入学。高校でも優秀な成績を修めた。ジョシは2000年にアンガー・ババ・ジョシと結婚した。アンガーはネパールの有名な教育者、社会福祉士。二人の結婚は当時のネパールの習慣と伝統に基づいて行われた。結婚当時、ジョシは12歳、アンガーは11歳だった。夫婦は一緒に勉強し、1948年に二人ともSLC（学校卒業証明書）試験に合格した。初等教育を修了した後、ジョシは1950年に科学の中級（I.Sc.）を取得し、その後1952年に科学の学士号を取得した。同様に、1954年にインドのヴァーラーナシーにあるバナーラス・ヒンドゥー大学で物理学の修士号を取得した。

### 博士号取得とマダン賞
1954年に修士号を取得した後、ネパールに戻り、カトマンズのトライチャンドラ大学で教鞭を執った。3年後、コロンボ・プランの博士研究員に指名され、1957年に妻・アンガーとともにイギリスに渡った。英国での生活の間、ジョシはグラスゴー大学で学び、妻・アンガーはオックスフォード大学で学んだ。博士号取得後、「シンチレーション検出法による軌道電子捕獲の研究」と題した研究発表を行った。この発表はトムソン賞を受賞した。また、ロンドンの物理学会での研究論文を発表した。これらの論文に加えて、スウェーデンの科学雑誌に1本の研究論文を発表した。1956年、「超高圧静電発電機(Adhikbibhav Sthirbidhoot Utpadhak)」で マダン賞を受賞した。

## バララム・ジョシ博士賞
妻アンガーは1996年、3年前に亡くなったジョシを偲び、バララム・ジョシ博士賞を設立した。この賞は、ネパールの科学と知識の分野において顕著な貢献した人物に与えられている。

## 論文リスト
- 「シンチレーション検出法による軌道電子捕獲の研究」
- 「セシウム131を中心とした軌道電子捕獲の測定について」[3]
- 「タリウム204の軌道電子捕獲率とベータスペクトル」 [4]
- 「内部ソースシンチレーション分光分析」[5]